# Eleccions legislatives d'Israel de 1981
Les eleccions legislatives d'Israel de 1981 se celebraren el 30 de juny de 1981 per a renovar els 120 membres de la Kenésset. El partit més votat fou el Likkud i el seu líder Menahem Begin fou nomenat Primer Ministre d'Israel, aprofitant l'èxit dels acords de Camp David. Formà coalició amb el Partit Nacional Religiós, Agudat Israel, Tami i Telem.
Durant aquesta legislatura esclatà la guerra del Líban i la matança de Sabra i Xatila, que provocà la dimissió del ministre de defensa, Ariel Xaron. El 1983, Begin va dimitir com a primer ministre per problemes de salut i fou substituït per Isaac Shamir fins a la convocatòria de noves eleccions.

## Resultats
|                                  |                            |           |       |        |        |
| ← Eleccions a la Kenésset, 1981→ |                            |           |       |        |        |
|                                  | Candidatura                | Vots      | %     | Escons | Escons |
| 1981                             | Candidatura                | Vots      | %     | Dif.   |        |
|                                  | Likkud                     | 718.941   | 37,1% | 48     | +5     |
|                                  | L'Alineació                | 708.536   | 36,6% | 47     | +15    |
|                                  | Partit Nacional Religiós   | 95.232    | 4,9%  | 6      | -6     |
|                                  | Agudat Israel              | 72.312    | 3,7%  | 4      | =      |
|                                  | Hadaix                     | 64.918    | 3,4%  | 4      | -1     |
|                                  | Tehiyà                     | 44.700    | 2,3%  | 3      | Nou    |
|                                  | Tami                       | 44.466    | 2,3%  | 3      | Nou    |
|                                  | Telem                      | 30.600    | 1,6%  | 2      | Nou    |
|                                  | Xinnuy                     | 29.937    | 1,5%  | 2      | Nou    |
|                                  | Rats                       | 27.291    | 1,4%  | 1      | =      |
|                                  | Poalé Agudat Israel        | 17.090    | 0,9%  | 0      | -1     |
|                                  | Liberals Independents      | 11.764    | 0,6%  | 0      | -1     |
|                                  | Llista Àrab Unida          | 11.590    | 0,6%  | 0      | -1     |
|                                  | Kach                       | 5.128     | 0,3%  | 0      | =      |
|                                  | Total (participació 77,8%) | 1.937.336 | 100%  | 120    | -      |